# Ministerrat der DDR (1963–1967)
Der Ministerrat der DDR regierte vom 14. November 1963 bis zum 14. Juli 1967.

## Mitglieder des Ministerrats
| Amt | Name | Partei   | Staatssekretär | Partei |
| --- | --- | -------- | --- | ------ |
| Vorsitzender des Ministerrates                                                                                  | Otto Grotewohl (am 21. September 1964 verstorben) Willi Stoph (ab dem 24. September 1964) | SED      | Rudolf Rost Leiter des Büros des Ministerrats                                                                     | SED    |
| Erster Stellvertreter des Vorsitzenden des Ministerrates                                                        | Willi Stoph (bis zum 24. September 1964) verantwortlich für die Zentrale Kommission für Staatliche Kontrolle, die Staatliche Zentralverwaltung für Statistik, das Staatliche Vertragsgericht, das Amt für Jugendfragen und die Räte der Bezirke | SED      | |        |
| Stellvertreter des Vorsitzenden des Ministerrates                                                               | Alexander Abusch verantwortlich für Kultur und Erziehung Leiter der staatlichen Kommission zur Gestaltung eines einheitlichen sozialistischen Bildungssystems beim MR                                                                           | SED      | |        |
| Stellvertreter des Vorsitzenden des Ministerrates                                                               | Erich Apel (am 3. Dezember 1965 verstorben) | SED      | |        |
| Stellvertreter des Vorsitzenden des Ministerrates                                                               | Lothar Bolz | NDPD     | |        |
| Stellvertreter des Vorsitzenden des Ministerrates                                                               | Paul Scholz | DBD      | |        |
| Stellvertreter des Vorsitzenden des Ministerrates                                                               | Max Sefrin verantwortlich für die Verbindung zu den Kirchen | CDU      | |        |
| Stellvertreter des Vorsitzenden des Ministerrates                                                               | Grete Wittkowski verantwortlich für Handel, Versorgung und Landwirtschaft | SED      | |        |
| Stellvertreter des Vorsitzenden des Ministerrates                                                               | Max Suhrbier (bis zum 22. Dezember 1965) | LDPD     | |        |
| Stellvertreter des Vorsitzenden des Ministerrates                                                               | Kurt Wünsche (ab dem 22. Dezember 1965) | LDPD     | |        |
| Stellvertreter des Vorsitzenden des Ministerrates                                                               | Bruno Leuschner (am 10. Februar 1965 verstorben) | SED      | |        |
| Stellvertreter des Vorsitzenden des Ministerrates                                                               | Wolfgang Rauchfuß (ab 22. Dezember 1965) verantwortlich für Industrie und Bauwesen | SED      | |        |
| Stellvertreter des Vorsitzenden des Ministerrates                                                               | Julius Balkow (ab 25. März 1965) verantwortlich für den Außenhandel mit Entwicklungsländern | SED      | |        |
| Stellvertreter des Vorsitzenden des Ministerrates                                                               | Alfred Neumann (ab 25. März 1965) verantwortlich für Geologie, die Oberste Bergbehörde und die Sowjetisch-Deutsche Aktiengesellschaft Wismut | SED      | |        |
| Stellvertreter des Vorsitzenden des Ministerrates                                                               | Gerhard Weiss (ab 25. März 1965) Leitung der Arbeitsgruppe RGW | SED      | |        |
| Minister für Auswärtige Angelegenheiten                                                                         | Lothar Bolz (bis 29. Juni 1965) Otto Winzer | NDPD SED | Otto Winzer (bis 29. Juni 1965) Günter Kohrt                                                                      | SED    |
| Minister des Innern                                                                                             | Friedrich Dickel | SED      | Herbert Grünstein                                                                                                 | SED    |
| Minister der Verteidigung                                                                                       | Heinz Hoffmann | SED      | |        |
| Minister der Finanzen                                                                                           | Willy Rumpf (bis 12. Dezember 1966) Siegfried Böhm | SED      | Helmut Sandig (bis 1964) Horst Kaminsky (ab 1964)                                                                 | SED    |
| Präsident der Deutschen Notenbank                                                                               | Rolf Wetzel Helmut Dietrich per Ministerratsbeschluß ab 18. Juni 1964 | SED      | |        |
| Ministerin für Volksbildung                                                                                     | Margot Honecker | SED      | Werner Lorenz | SED    |
| Minister für Kultur                                                                                             | Hans Bentzien (bis 12. Januar 1966) Klaus Gysi | SED      | Erich Wendt (am 8. Mai 1965 verstorben) Horst Brasch                                                              | SED    |
| Vorsitzender der Plankommission                                                                                 | Erich Apel (am 3. Dezember 1965 verstorben) Gerhard Schürer | SED      | Günther Kleiber (ab 1966)                                                                                         | SED    |
| Erster Stellvertretender Vorsitzender der Staatlichen Plankommission                                            | Karl Grünheid Gerhard Schürer (bis 22. Dezember 1965) Helmut Lilie | SED      | |        |
| Vorsitzender des Volkswirtschaftsrates (bis 22. Dezember 1965)                                                  | Alfred Neumann | SED      | |        |
| Erster Stellvertretender Vorsitzender des Volkswirtschaftsrates (bis 22. Dezember 1965)                         | Erich Markowitsch Johann Wittik | SED      | |        |
| Stellvertretender Vorsitzender des Volkswirtschaftsrates (vom 23. April 1964 bis 22. Dezember 1965)             | Erich Pasold | SED      | |        |
| Minister für Bauwesen                                                                                           | Wolfgang Junker | SED      | Karl Schmiechen                                                                                                   | SED    |
| Minister für Handel und Versorgung                                                                              | Gerhard Lucht Günter Sieber ab 25. März 1965 | SED      | Heinz Reimann (von 1963 bis 25. März 1965) Helmut Richter (ab 25. März 1965) Kurt Lemke (ab 1966)                 | SED    |
| Minister für Außenhandel                                                                                        | Julius Balkow (bis 25. März 1965) Horst Sölle | SED      | Horst Sölle (bis 25. März 1965) Wolfgang Rauchfuß (von März bis Dezember 1965) Dieter Albrecht (ab Dezember 1965) | SED    |
| Minister für Gesundheitswesen                                                                                   | Max Sefrin | CDU      | Willi Jahnke (bis 1964) Michael Gehring (ab 1964)                                                                 | SED    |
| Minister für Justiz                                                                                             | Hilde Benjamin | SED      | Hans Ranke (ab 1965)                                                                                              | SED    |
| Minister für Post und Fernmeldewesen                                                                            | Rudolph Schulze | CDU      | Richard Serinek                                                                                                   | SED    |
| Minister für Verkehr                                                                                            | Erwin Kramer | SED      | Helmut Scholz | SED    |
| Vorsitzender des Landwirtschaftsrates                                                                           | Georg Ewald | SED      | |        |
| Erster Stellvertretender Vorsitzender des Landwirtschaftsrates                                                  | Heinz Kuhrig | SED      | |        |
| Stellvertretender Vorsitzender des Landwirtschaftsrates                                                         | Hans Reichelt | DBD      | |        |
| Vorsitzender des Komitees für Erfassung und Aufkauf landwirtschaftlicher Erzeugnisse                            | Helmut Koch | SED      | |        |
| Vorsitzender des Komitees der Arbeiter-und-Bauern-Inspektion                                                    | Heinz Matthes | SED      | |        |
| Minister für Staatssicherheit                                                                                   | Erich Mielke | SED      | |        |
| Staatssekretär für Hoch- und Fachschulwesen                                                                     | Ernst-Joachim Gießmann | SED      | |        |
| Staatssekretär für Forschung und Technik                                                                        | Herbert Weiz | SED      | |        |
| Minister für die Anleitung und Kontrolle der Bezirks- und Kreisräte (nach Präsidiumsbeschluss vom 29. Mai 1964) | Kurt Seibt (vom 3. Juni 1964 bis 22. Dezember 1965) Fritz Scharfenstein | SED      | |        |
| Leiter der Staatlichen Zentralverwaltung für Statistik                                                          | Arno Donda | SED      | |        |

### Ab dem 22. Dezember 1965 bestehende Ministerien und Ämter
| Amt                                                     | Name                                                | Partei | Staatssekretär     | Partei |
| ------------------------------------------------------- | --------------------------------------------------- | ------ | ------------------ | ------ |
| Minister für Grundstoffindustrie                        | Klaus Siebold                                       | SED    |                    |        |
| Minister für Erzbergbau und Metallurgie                 | Kurt Fichtner                                       | SED    |                    |        |
| Minister für Chemische Industrie                        | Siegbert Löschau bis 5. Mai 1966 Günther Wyschofsky | SED    | Karl-Heinz Schäfer | SED    |
| Minister für Elektrotechnik und Elektronik              | Otfried Steger                                      | SED    |                    |        |
| Minister für Schwermaschinen- und Anlagenbau            | Gerhard Zimmermann                                  | SED    |                    |        |
| Minister für Verarbeitungsmaschinen- und Fahrzeugbau    | Rudi Georgi                                         | SED    |                    |        |
| Minister für Leichtindustrie                            | Johann Wittik                                       | SED    |                    |        |
| Minister für Bezirksgeleitete und Lebensmittelindustrie | Erhard Krack                                        | SED    |                    |        |
| Minister für Materialwirtschaft                         | Alfred Neumann                                      | SED    |                    |        |
| Leiter des Amtes für Arbeit und Löhne                   | Hellmuth Geyer                                      | SED    |                    |        |
| Leiter des Amtes für Berufsausbildung                   | Erich Markowitsch                                   | SED    |                    |        |
| Leiter des Amtes für Preise beim Ministerrat            | Walter Halbritter                                   | SED    |                    |        |